# کولمورانو
کولمورانو (به ایتالیایی: Colmurano) یک کومونه در ایتالیا است که در استان ماچه‌راتا واقع شده‌است.

## خصوصیات
کولمورانو ۱۱٫۲ کیلومترمربع مساحت و ۱٬۲۵۵ نفر جمعیت دارد و ۴۱۴ متر بالاتر از سطح دریا واقع شده‌است.